# うた∽かた 夏・メモリー
うた∽かた 夏・メモリー（うたかた なつ・メモリー）は、アニメ『うた∽かた』関連のラジオ番組。司会は一夏役の本多陽子と舞夏役の浅野真澄。

## 放送概要
- ラジオ大阪：2004年8月8日 - 2005年3月26日、毎週土曜日24:15-24:30
- TBSラジオ：2004年8月8日 - 2004年9月、隔週日曜日25:30-26:00。／2004年10月 - 2005年3月26日、毎週土曜日25:45-26:00

全34回。
特番として、2005年3月27日に鎌倉4,200円（年末ジャンボ宝くじで当たった軍資金）の旅の模様がラジオ大阪で26時より放送された。
インターネットラジオ配信サイトBEAT☆Net Radio!では一週間遅れで配信されていた（ネット版では原則的にはCMカットされていたが、たまに編集ミスによりCMが入ることもあった）。また、「ますみん・ヨーダのおまけコーナー」はネット版だけのオリジナルコーナーで、2005年1月頃から放送終了の3月まで配信された。

## 番組内容
建前上はアニメ『うた∽かた』の宣伝番組であるが、同番組に触れることはあまりなかった。浅野真澄が当時新人声優だった本多陽子をイジるのを楽しむというような内容が多かった。

## 番組コーナー

### 地上波ラジオ
最後まで行われたコーナー（通常放送で） 
- うっかりさんに聞いてみよー
  - 占いボード「うっかりさん」を用いて「リスナーの気になること」に回答するコーナー。同時に、うっかりさんの性能を測る。
- その他

 終息宣言したコーナー 
- 群馬にもいいところがあるだんべな
  - 浅野真澄が群馬をバカにすることから「群馬にもいいところはある!!」と本多陽子が勝手に立ち上げたコーナー。結局は2004年10月30日の放送で浅野が「この前、群馬へ行ってきた。群馬はいいところだった」と発言し、立場が変わったためコーナー終了。
- 絵日記575
  - 2004年12月11日の放送で、今まで送られてきていたすべての「5･7･5」を読み終了。
- 発掘・舞夏な人
  - 2005年1月15日の放送で終了報告。
- 本多陽子の優柔さんいらっしゃ〜い
  - 2005年3月12日の放送で終了予告があった。
- 意外と身近な七不思議
  - 2005年3月12日の放送で終了予告があった。

### インターネットラジオ
2004年12月17日からBEAT☆Net Radio!より配信開始された。
- 地上波ラジオ分（約15分）
- ますみん･ヨーダのおまけコーナー（5分から20分ほど）
  - インターネットラジオでは、地上波ラジオで放送された本編分と「ますみん・ヨーダのおまけコーナー」が設けられていた。
  - 放送にもよるが、地上波で放送されなかった分がネットヴァージョンでは聴ける場合もあった。
  - ある回のおまけコーナーでは、浅野真澄が「本当に言ってはいけない放送禁止用語」をしゃべってしまったが、編集されずにそのまま放送された。

 ゲスト 
- #10、11 - savage genius（オープニングテーマ/エンディングテーマ）
- #16、17 -  emiko・野崎圭一
- #27、28、スペシャル - 落合祐里香（篁蛍子 役）

## 特別番組
特別番組はすべて「ラジオ大阪」のみで放送され、放送翌週の金曜日に「BEAT Net Radio」にて公開となった。
- 2004年12月26日の27時から29時までの2時間、DVD発売を記念して『舞-HiME』＋『うた∽かた』の特番が放送された。パーソナリティは『うた∽かた』からは本多陽子、『舞-HiME』からは中原麻衣がつとめた。
- 2005年2月6日の27時から28時までの1時間。
- 2005年3月27日（日）の26時から27時の1時間、宝くじの当選金の4,200円（宝くじの当選金（4,200円）＝浅野（600円）＋本多（3,600円））で鎌倉旅行へ行った模様が放送された。メンバーは本多陽子、浅野真澄、落合祐里香、とでぃの4名。